# Álafoss
Der Álafoss ist ein Wasserfall der Varmá in Mosfellsbær im Hauptstadtgebiet von Island.
Nach diesem Wasserfall wurde 1896 eine mit Wasserkraft angetriebene Woll-Manufaktur benannt. Heute befindet sich hier nur noch ein Woll- und Strickwarenverkauf. Seit April 2013 steht der Wasserfall mit seinem 14.000 m2 kleinen Umland unter Naturschutz.
Flussabwärts des Wasserfalls wurde ein ehemaliges Schwimmbad zum Tonstudio Sundlaugin (isl.: Das Schwimmbad), in dem die Band Sigur Rós u. a. ihr Album „( )“ aufnahm, dessen fünfter Track den Titel Álafoss trägt.